# Casa del Salvatore
La Casa del Salvatore è un complesso architettonico sito nel centro storico di Napoli. È sede del Dipartimento di biologia sperimentale e dei laboratori del Dipartimento di scienze della terra dell'Università degli Studi di Napoli Federico II, nonché del Centro musei delle scienze naturali e fisiche.

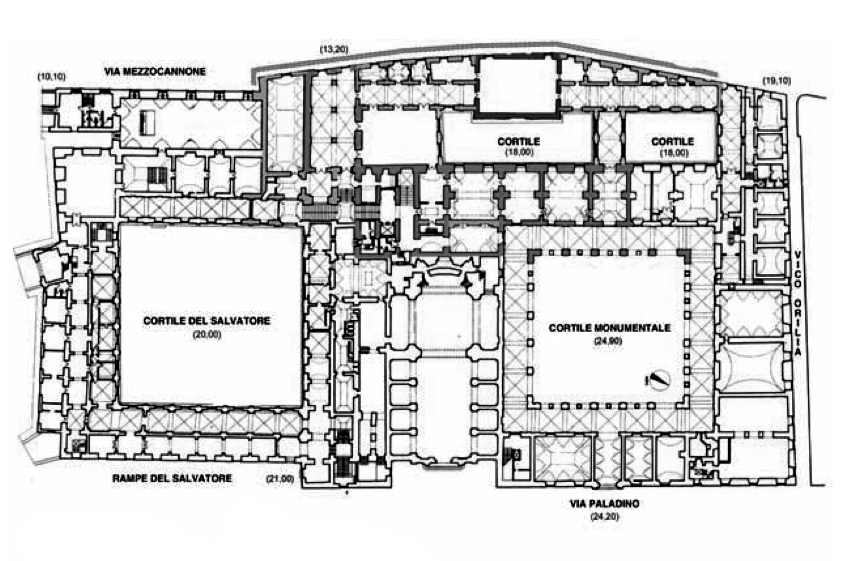
Pianta del complesso

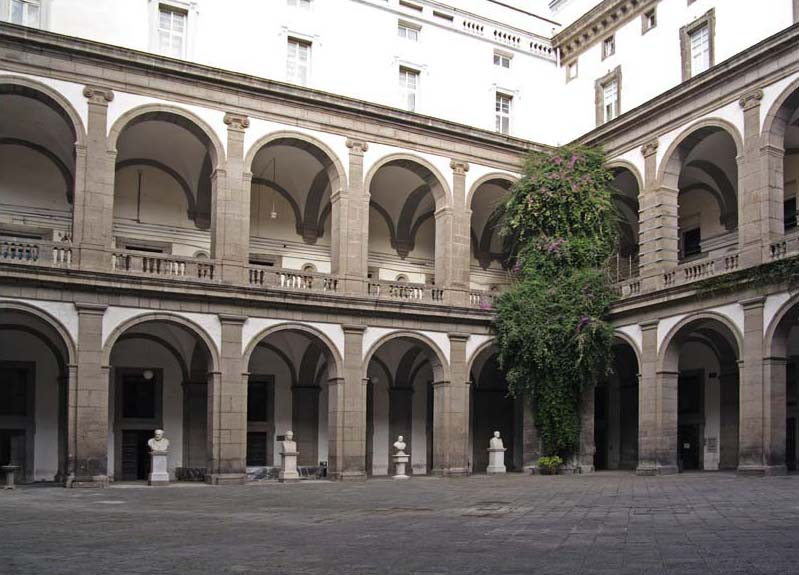
Il cortile delle statue

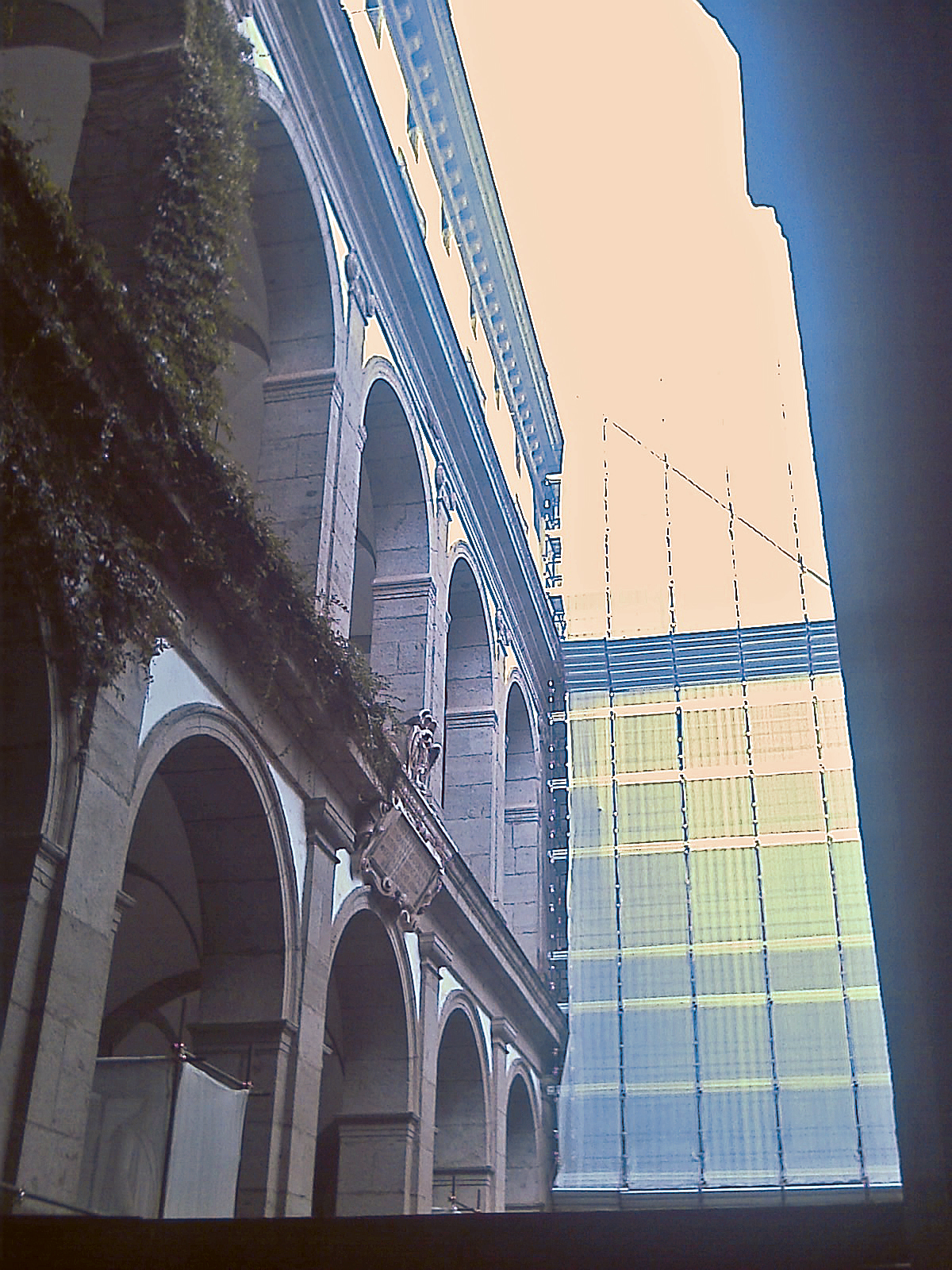
Scorcio del cortile

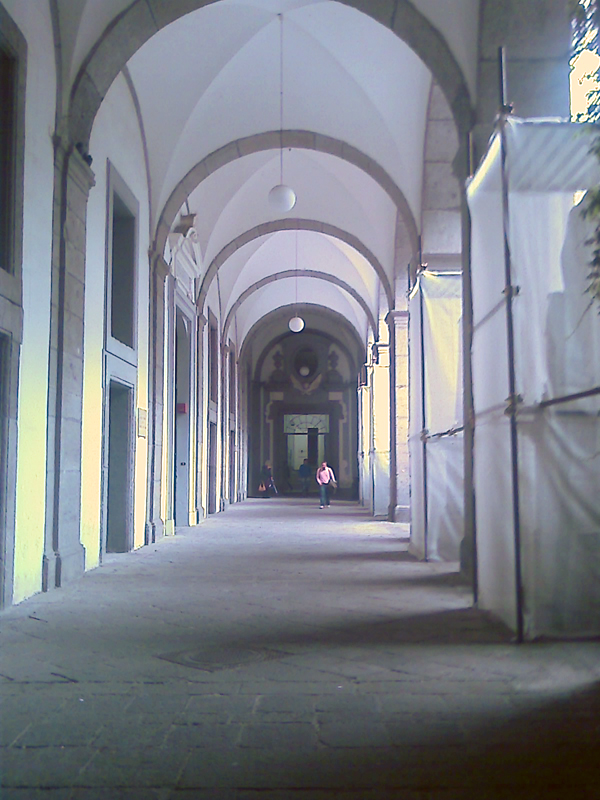
Portico del cortile

Il complesso è sito tra via Paladino sul lato orientale e via Mezzocannone su quello occidentale ed è formato da due corpi di fabbrica articolati intorno a due cortili, il chiostro del Salvatore e il chiostro monumentale (noto anche come  cortile delle Statue), separati dalla chiesa del Gesù Vecchio, baricentro dell'intero impianto.
L'edificio monumentale ("cortile delle Statue") ospita la Società nazionale di Scienze, Lettere e arti in Napoli, l'Accademia Pontaniana, il Centro linguistico di Ateneo (CLA), la biblioteca universitaria di Napoli, il Dipartimento di diritto romano e di storia della scienza romanistica nonché diverse aule dell'Università Federico II.
L'edificio del Salvatore ospita invece i laboratori del Dipartimento di scienze della terra e del Dipartimento di biologia sperimentale della Federico II, nonché i principali musei scientifici napoletani (quattro fanno parte del Centro musei delle scienze naturali e fisiche), anch'essi curati dall'ateneo federiciano: il Museo di fisica, il Museo di antropologia, il Museo di paleontologia, il Museo di mineralogia, il Museo di zoologia.

## Storia
Noto anche come ex Collegio Massimo dei Gesuiti, il complesso fu sede del Collegio della Compagnia di Gesù dalla metà del XVI secolo, quando i padri dell'ordine acquistarono il quattrocentesco palazzo di Gian Tommaso Carafa nel 1554.
Nel 1557 iniziarono i lavori per la costruzione delle scuole e di una nuova chiesa, sotto la guida prima di Polidoro Cafaro e, successivamente, dell'architetto gesuita Giovanni Tristano, sostituito da un suo allievo, anch'egli gesuita, Giovanni De Rosis. Nel 1558 furono acquisite la casa di Giovanna Cominata e, dopo lunghe trattative, la contigua diaconia, di epoca paleocristiana, intitolata ai Santi Giovanni e Paolo, distrutta nel 1566 per costruirvi il presbiterio e la sacrestia della chiesa cinquecentesca, a sua volta parzialmente demolita durante i successivi lavori di trasformazione.
In seguito all'acquisizione nel 1571 del palazzo di Andrea d'Evoli, fu edificato, tra il 1572 e il 1578, il chiostro cinquecentesco del De Rosis, oggi inglobato nelle strutture seicentesche. L'attuale Chiostro Monumentale fu iniziato nel 1605 e completato nel 1653, su disegno dell'architetto gesuita Giuseppe Valeriano, poiché il De Rosis era stato richiamato a Roma per la costruzione del Collegio Romano.
Al contempo, si valutò anche la costruzione di un'altra chiesa, ritenendo di ubicarla sul lato sinistro del cortile, simmetricamente all'aula magna che sarebbe sorta sulla parte destra. La nuova struttura, che poi sarà denominata "chiesa del Gesù Vecchio", fu realizzata tra il 1614 e il 1624 su progetto del gesuita Pietro Provedi, che stava portando a termine anche il chiostro, completata da padre Agazio Stoia e consacrata infine nel 1632.
La compagnia dei Gesuiti aveva previsto un'opera di notevole identità alla quale presero parte, oltre ai fedeli con le loro oblazioni, anche due nobili famiglie, come attestano due lapidi in onore dei benefattori e cioè quella di Roberta Carafa di Stigliano (datata 1583 e posta sul portale) e quella di Cesare del Ponte (risalente al 1653 e disegnata da Cosimo Fanzago). Quest'ultima lapide è situata nel cortile e si riconosce dallo stemma marmoreo su cui è incisa l'iscrizione in lingua latina:
Successivamente si registrano interventi di restauro ad opera di Cosimo Fanzago tra il 1630 e il 1654 (il portale d'ingresso al Collegio, i portali del cortile monumentale, la scala principale oltre agli interventi nella chiesa del Gesù Vecchio), di Giovan Domenico Vinaccia, tra il 1671 e il 1688 (cappella e facciata principale della chiesa) e Dionisio Lazzari (refettorio e biblioteca).
Quando nel 1767 i Gesuiti vennero espulsi dal Regno di Napoli, Ferdinando IV di Borbone con la prammatica De Jesuitis del 25 marzo 1768, istituì nell'ex fabbrica gesuitica le "pubbliche Scuole" e dispose che essa assumesse il nome di Casa del Salvatore.  Nel 1770 il sovrano fondò, inoltre, con la prammatica “De regimine studiorum”, il real Convitto del Salvatore. I lavori di adattamento furono eseguiti, tra il 1768 e il 1769, da Mario Gioffredo e poi da Ferdinando Fuga.
Nel 1799 il real Convitto del Salvatore fu soppresso e destinato in parte ad ospedale per le truppe russe. Nel 1807 divenne Collegio reale e con decreto del 28 febbraio 1812 fu elevato a rango di Liceo.
Il 25 ottobre 1860, con decreto dittatoriale, il Liceo fu abolito e i suoi locali vennero annessi agli altri spazi occupati dall'università. Dopo una breve parentesi che vide i ritorno dei Gesuiti prima della loro rinnovata espulsione dal Regno di Napoli, l'Università si insediò definitivamente nel complesso su disposizione di Giuseppe Bonaparte. Fu proprio in quegli anni di dominazione francese che vennero realizzati imponenti lavori nell'insediamento monumentale sotto la guida di Stefano Gasse, nel ruolo di architetto ufficiale della Regia Università.

## Cortile delle statue
Nel 1865 nel cortile monumentale furono posizionate diverse statue e busti di uomini illustri (Pier delle Vigne, Tommaso d’Aquino, Giordano Bruno, Giovan Battista Vico, Giacomo Leopardi, Carlo Troya, Luigi Settembrini, Francesco de Sanctis, Bertrando Spaventa, Antonio Tari, Luigi Palmieri, Salvatore Tommasi, Francesco Fiorentino), da qui il nome con cui è noto il Cortile delle Statue.
Il Cortile si presenta a pianta quadrata ed è circondato da un porticato formato da pilastri di piperno in stile toscano, sui quali le lesene dello stesso ordine si ripetono sulle pareti interne delle volte. Al di sopra si apreno un loggiato con balaustra, caratterizzato da busti in marmo che richiamano le statue sottostanti, un secondo piano e un piano ammezzato.